# Källbysjön
Källbysjön är en sjö i Säffle kommun i Värmland och ingår i Göta älvs huvudavrinningsområde. Sjön har en area på 0,239 kvadratkilometer och ligger 78,9 meter över havet.

## Delavrinningsområde
Källbysjön ingår i det delavrinningsområde (656715-131808) som SMHI kallar för Mynnar i Eldan. Medelhöjden är 124 meter över havet och ytan är 9,36 kvadratkilometer. Det finns ett avrinningsområde uppströms, och räknas det in blir den ackumulerade arean 18,69 kvadratkilometer. Vattendraget som avvattnar avrinningsområdet har biflödesordning 4, vilket innebär att vattnet flödar genom totalt 4 vattendrag innan det når havet efter 248 kilometer. Avrinningsområdet består mestadels av skog (81 procent). Avrinningsområdet har 0,21 kvadratkilometer vattenytor vilket ger det en sjöprocent på 2,3 procent.